# Fananserin
Fananserin (RP-62204) je leki koji deluje kao potentan antagonist na  receptoru, i Dopaminskom D4 receptoru, a ne blokira druge dopaminske receptore kao što je D2. On ima sedativno i antipsihotično dejstvo, te je istraživan za moguću primenu u lečenju šizofrenije. Nije se pokazao dovoljno efektivnim, i rezultati su bili nezadovoljavajući.